# Fletcherella niphadothysana
Fletcherella niphadothysana là một loài bướm đêm thuộc họ Pterophoridae. Loài này có ở Irian Jaya, Java, Sumbawa và Leyte.